# Eva Rueda
Eva Rueda Bravo (Madrid, 13 de septiembre de 1971) es una exgimnasta española que compitió en la disciplina de gimnasia artística. También fue entrenadora del equipo nacional de gimnasia artística. Fue la primera gimnasta artística española en obtener una medalla en una competición oficial internacional y da nombre a un elemento del código, el Rueda, que consiste en un salto Korbut en barra de equilibrio.

## Biografía
Nació en Madrid en 1971 en el populoso barrio de Vallecas.Tras superar una reticencia inicial de sus padres, se inició en la gimnasia deportiva en el Instituto Nacional de Educación Física (INEF), teniendo como entrenador a Jesús ''Fillo'' Carballo. Debutó en competición oficial en 1987 y se mantuvo en activo hasta 1992. Después pasó a formar parte de los entrenadores de la selección española de gimnasia artística. Se ha destacado de Rueda que poseía un físico vigoroso y una altura atípica para las gimnastas (1,59 m). Su marido falleció en enero de 2025, a causa de un accidente cerebro vascular tras un viaje de esquí.

## Carrera deportiva y palmarés

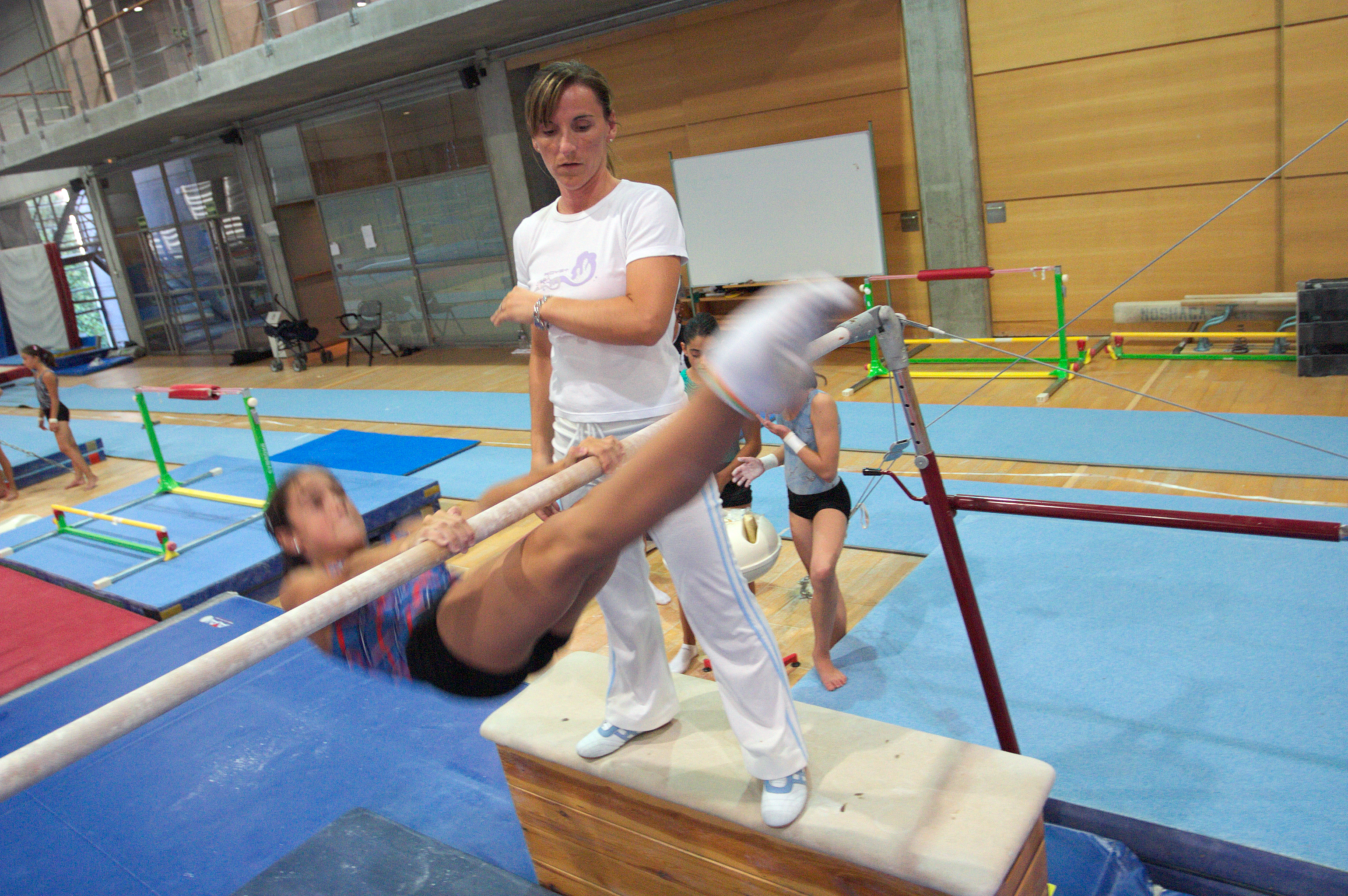
Eva (de pie) durante un entrenamiento en el CAR (2004).

- 1987. Participa en el Campeonato de Europa de Moscú, quedando 4.ª y 5.ª clasificada en las pruebas de salto y barra respectivamente. Queda 19.ª en el concurso individual. Ayuda al equipo español a quedar 12.ª en el Campeonato del Mundo de Róterdam.
- 1988. Participa en los Juegos Olímpicos de Seúl, quedando clasificado decimoctava en la prueba individual pero 9.ª en el concurso por equipos. En la Copa de Europa de Gimnasia queda 5.ª tanto en la final individual como en la prueba de salto, 6.ª en suelo y barra, y 7.ª en asimétricas. Gana el Memorial Blume y la final individual de los Juegos Iberoamericanos de Argentina.
- 1989. En los Europeos de Bruselas queda 5.ª en suelo, 6.ª en asimétrica y 7.ª en el ejercicio individual. En los Campeonatos del Mundo de Stuttgart queda 13.ª en la prueba individual y 10.ª en el concurso por equipos.
- 1990. Gana la medalla de bronce en el Campeonato de Europa de Atenas en la modalidad de salto, quedando 4.ª en la prueba individual y en barra, 6.ª en asimétricas y 8.ª en suelo. Gana la medalla de plata del Memorial Blume. En la Final de la Copa del Mundo en Bruselas logró el 9.º puesto en la general, la medalla de plata en salto y el 4.º puesto en suelo.
- 1991. Gana 5 medallas de oro en los Juegos Mediterráneos de Atenas (equipos, salto, asimétricas, barra y suelo), quedando 7.ª en la prueba individual. En la Copa de Europa de Gimnasia (Bruselas) gana la medalla de plata en salto y la medalla de bronce en la prueba individual y en asimétricas, quedando 4.ª en suelo y 5.ª en barra.
- 1992. En los Juegos Olímpicos de Barcelona obtiene 2 diplomas olímpicos, al quedar 7.ª en salto y 5.ª en la prueba por equipos.

Además, ganó el Campeonato de España consecutivamente desde 1988 hasta 1992. Fue la primera española en vencer en el Memorial Blume (Barcelona) y entró en el selecto club de chicas 10 en el Memorial Tierno Galván de 1989, al conseguir en la prueba de suelo un 10 como nota final.